# Le lettere da Capri
Le lettere da Capri di Mario Soldati è il romanzo dell'ossessione che nasce dal conflitto tra sesso e sentimento, vincitore del Premio Strega nel 1954.
il libro è stato tradotto in inglese, danese, olandese, spagnolo, polacco, sloveno, francese, tedesco.
Il libro ha ispirato il film di Tinto Brass del 1987 Capriccio, con Francesca Dellera.

## Trama
È un'intricata storia d'amore e gelosie, verità e tradimenti, ambiguità e finzioni intessute nella quotidianità dei protagonisti.
Attorno alla vicenda del regista cinematografico Mario, Harry, giornalista statunitense e studioso d'arte che vive in Italia con la moglie Jane, legati da stima e fiducia più che da amore, conosce la romana Dorothea, prostituta per cui prova un'attrazione morbosa; questo rapporto extraconiugale, provoca una serie di vicende a catena, prima fra tutte la scoperte di alcune lettere che la moglie Jane scriveva ad un suo amante, Aldo.

## Edizioni
- Le Lettere da Capri, Milano, Garzanti, 1954.
- Le Lettere da Capri, prefazione di Anna Banti, Club degli Editori, 1968.
- Le Lettere da Capri, introduzione di Alcide Paolini, A. Mondadori, 1976.
- Le Lettere da Capri, introduzione di Luigi Baldacci, cronologia e bibliografia di Cesare Garboli, Bompiani, 1996.
- Le Lettere da Capri, prefazione di Massimo Onofri, Torino, UTET, 2006.
- Le Lettere da Capri, introduzione di Emiliano Morreale, nota al testo di Stefano Ghidinelli, Oscar Mondadori, 2007.
- Romanzi, a cura e con un saggio introduttivo di Bruno Falcetto, A. Mondadori, 2007.